# 台灣禪宗
台灣禪宗，是敘述漢傳佛教的一支－禪宗自十七世紀中葉至今在台灣的發展歷史及概況。

## 歷史

### 十七世紀
1661年（南明永曆十五年；清順治十八年）十二月，永曆帝所冊封的「延平王」鄭成功率軍自鹿耳門登陸台灣，並於翌年驅逐了荷蘭東印度公司在臺灣大員（今臺灣臺南市境內）的駐軍勢力後，使得福建省泉州、漳州、福州及廣東省惠州、潮州人民大量移居台灣，閩粵一帶的佛教禪宗也相繼隨著漢族移民傳入台灣，先後有了竹溪寺、彌陀寺、龍湖巖等名剎。明鄭年间除了福州涌泉寺（临济宗）的僧侣，对台湾寺院法脉影响深远之外，另有一个法脉，即福清黄檗寺（黄檗宗）。之後開啟了南明延平郡王在台灣的統治。

### 十八世紀
在清治時期，台灣禪宗的僧侶不拘於伽藍、蘭若，也常常駐於天后宮、水仙宮、城隍廟等為住持，甚至為宮廟之創建者，故台灣許多古老天后宮等廟宇，都帶有濃厚的佛教色彩。展現了台灣民間信仰的包容性，如關渡天后宮、淡水福佑宮、松山慈祐宮、新莊慈祐宮、板橋慈惠宮、大甲鎮瀾宮、豐原慈濟宮、西螺福興宮、麥寮拱範宮、北港朝天宮等名廟，是由禪宗僧侶長期擔任住持，甚至是禪師所創，北港朝天宮之禪宗法脈甚至傳了十七代。當時，多數佛寺內亦奉道教與民間信仰神祇，如艋舺龍山寺、鹿港龍山寺，三教合一。

### 十九世紀末
1895年4月17日，代表中國的李鴻章與伊藤博文在日本馬關春帆樓（今山口縣下關市阿彌陀寺町赤間神宮旁的一間割烹旅館春帆樓）簽署《馬關條約》，台灣與澎湖等附屬島嶼被割讓給日本。在日治時期，唐宋元明時期傳入日本的禪宗（演變成日本佛教）再由日本傳入台灣。
在日治時期，日本臨濟宗妙心寺派和曹洞宗來台灣布教，並建立許多道場，其中以臨濟宗妙心寺派的「臨濟護國禪寺」和曹洞宗的「曹洞宗大本山台北別院」（東和寺）最為重要，兩宗派除了在台灣布教，也積極從事社會、教育等事業。兩宗派在戰後撤出台灣，但是至今仍持續與昔日有緣之寺廟進行交流。其中，臨濟宗日僧東海亮道法師感念其曾在台灣布教的恩師東海宜誠法師，促成了「台灣三十三觀音靈場」的創設。
傳承禪宗的本土四大法脈亦於此時形成，基隆市靈泉禪寺開月眉山派，由江善慧主持；臺北縣五股凌雲禪寺開觀音山派（凌雲寺派），由沈本圓主持；苗栗縣大湖法雲寺創法雲寺派，由林覺力主持；高雄縣岡山超峰寺開大崗山派，由林永定等人開山。

### 二十世紀中葉
太平洋戰爭與第二次國共內戰後，隨著中華民國國民政府遷移到台灣的外省移民，再度將中國大陸的禪宗帶入台灣，改由來自中國大陸的和尚傳揚（淨土宗亦於此時始中國大陸入台）。如：百丈山力行禪寺、十方禪林、法鼓山、佛光山、中台禪寺等。
還有虛雲老和尚，修習，而接的法脈，承嗣臨濟宗、曹洞宗、溈仰宗、法眼宗、雲門宗，為禪宗近代集大成之禪師，於清末民初弘揚佛法不餘餘力，禪行風範為後世所敬仰。透過靈源等弟子，虛雲和尚的法脈傳播到台灣。太虛門下的印順、東初、慈航等，也來到台灣傳播佛教。也有不屬於這兩大系統的禪師，如承繼臨濟宗天岳門月季禪師的千佛山白雲禪師。農禪一脈則是以東初老人興建農禪寺，聖嚴法師承襲衣缽，創法鼓山為道場，發揚禪法。惟覺和尚創中台山。師承臨濟宗的佛光山星雲法師在台灣南部弘揚佛法。師承韓國臨濟宗的鏡虛惺牛法脈的圓濟惠忠禪師回臺灣弘揚祖師禪法。

## 宗派
- 月眉山派
- 觀音山派（凌雲寺派）
- 法雲寺派
- 大崗山派
- 法鼓宗